# Shadow Rebels
«Shadow Rebels» — Израильская гранж-группа, основанная в 2004 году Майклом Розенфельдом.
Группа приобрела известность после заключения контракта с украинским лейблом с мировой дистрибуцией «Metal Scrap records» на выпуск первого официального компакт-диска «Oversleep hurricane» и цифровую дистрибуцию материала в сети. Группа с успехом выступила на нескольких музыкальных фестивалях на юге Израиля и регулярно получает новые предложения о турах и концертах  от своего лейбла.

## История

### Предыстория
Предыстория группы началась в 2003 году, когда вокалист израильской прогрессив-группы «Shakran» Майкл Розенфельд после пневмонии и неумеренной громкости своих гитаристов потерял голос. Целых полтора года ушло на восстановление прежних вокальных данных (3,5 октавы). Восстановив голос, он решил собрать группу без гитары. Его всегда привлекали минималистичные составы. Ещё в середине 90-х годов, играя в киевской группе «Nepenthes», Майкл в соавторстве с гитаристом и композитором Александром Петренко создал немало интересных гранжевых композиций, но, ввиду сложности раскрутки в те времена подобного проекта на Украине, группа так и осталась практически неизвестной, а материал — незамеченным.

## Первый состав
В октябре 2004 Майкл начал первые репетиции с барабанщиком Алоном Лазаровичем. Со временем на место клавишника был приглашён Аркадий Щерба, вместе с которым они практиковались вместе играть джазовые стандарты. Материал для композиций представлял собой как старые наработки Майкла и его соавтора из группы «Nepenthes» Александра Петренко, так и свежие песни Майкла. После записи 3-х песен, в связи с переездом в Новую Зеландию, в марте 2005 года группу покинул барабанщик Алон Лазарович.

## «Guitar cancelled» 2006
Поскольку Аркадий и Майкл играли также в ивритоязычной группе «Перах», они пригласили оттуда барабанщика для замены Алона Лазаровича. Орьян Кнаффо пришёл в «Shadow Rebels» 17 апреля 2005 года, и с тех пор состав трио не менялся ровно 4 года. За это время группа записала полноформатное демо («Guitar cancelled» 2006), приняла участие в нескольких израильских фестивалях, сняла два клипа   и много выступала в местных пабах и рок-клубах.

## «Lamzaknum» 2008
Получив немало позитивных отзывов, музыканты решили записать новый англоязычный альбом «Lamzaknum-2008». Половина композиций была взята с демо-альбома и доработана. Новый альбом был тепло встречен критикой.

## Распад
Когда у Аркадия Щербы начались серьёзные проблемы с депрессией и антидепрессантами, его необычное абсурдистское чувство юмора, изобретательность и самоирония уступили место хандре и унынию, а медлительность, вызванная лекарствами, стала мешать игре, Орьян Кнаффо не выдержал и объявил о своём уходе. Майкл пытался реанимировать проект, но из этого ничего не вышло, и в 2009 году проект был заморожен на 4 года.
За время распада Майкл успел вернуться в восстановленный «Shakran», с которым записал несколько новых синглов и концертный DVD. В феврале 2012 года «Shakran» снова распался, и Майкл был приглашён в другой прогрессив-проект — «7 Station», где пропел год. После записи нескольких демо и 2-х концертов он покинул группу. Все это время Майкл не переставал записывать ритм-гитару Александра Петренко с новыми идеями и старыми песнями в переносной компьютер. Накопилось достаточное количество материала для нового альбома, и, оставшись без группы в марте 2013 года, Майкл принял решение восстановить «Shadow Rebels».

## Второй состав
В этот раз Майкл пригласил в состав гитариста. Им стал его старый соратник по группе «Перах» Рустам Сафаралиев. Взяв запись баллады «Mirror» с Орьяном Кнаффо на ударных, они вместе дополнили её звучанием гитары и детского хора, но в альбом она не вошла. Барабанщиком Майкл предложил стать Сталику Истахарову, с отцом которого (Эриком Истахаровым) он играл в группе «Shakran». Таким образом, «Shadow Rebels» остались в составе трио и приступили к записи нового альбома.

## «Oversleep hurricane» (2015).
Альбом «Oversleep hurricane» уже был на 70% записан в компьютере с использованием ритм-гитар автора музыки Александра Петренко, однако Майкл решил переделать всю запись заново, на аналоговом оборудовании, чтоб достичь классического гранджевого саунда. Запись началась в марте 2014 года. Сам Петренко на записи не мог присутствовать, так как жил в Киеве. Зато все остальные инструменты были записаны прямо на плёнку. Майкл вместе со звукорежиссёром студии «GEM» Тимуром Ачиловым сделал сведение и мастеринг. Лишь после окончания записи в октябре 2014 года группа стала готовиться к концертам. Первое выступление нового состава состоялось на Ашкелонском рок-фестивале  6 ноября 2014 года, и группа отправилась обкатывать и раскручивать свой новый альбом. Сняв два клипа, музыканты стали искать возможность подписать контракт с лейблом звукозаписи. Ими заинтересовался дилер лейбла «Another side records» и 1 июля 2015 года был подписан контракт на выпуск диска «Oversleep hurricane» и цифровую дистрибуцию материала в сети. После выхода альбом получил много рецензий.
С 2016 по 2020 группа занималась записью нового альбома, точнее сама запись была закончена уже в сентябре 2017, но много времени взял микс. Во время сведения было записано еще 2 новые песни. Подход к его записи кардинально отличается от предыдущего альбома. Решено было записать всю ритм-секцию одновременно. 26 декабря 2016 все трое музыкантов вместе зашли в студию GEM и записали вместе вживую за 6 часов партии своих инструментов для 9-ти песен (как всегда на пленку). Майкл даже пел на записи (не только для гайда, а чтоб не наиграть лишнего на басу). Таким образом, запись получилась неимоверно живой. Благо - отработанный на многочисленных концертах материал, как говорится, буквально "отскакивал от зубов". Со студийными фишками решено было не перебарщивать. Вокал отдельно был перезаписан начисто, гитары продублированы, немного клавишных падов, чуток этники в виде ситара и альбом был отправлен на сведение. А так как оно по техническим причинам затянулось, решено было выпустить на лейбле Metalscrap-records дигитальным синглом композицию "47 minutes of Love", записанную в марте 2016 г. на той же студии, снабдив ее Би-сайдом с той самой ранней версией "Mirror", которая не вошла в дебютный альбом нового состава.

## Выход альбома"On the Ride" (2021) и третий состав.
В декабре 2017 группа решила вернуть в свои ряды одного из основателей группы - Аркадия Щербу, сначала в качестве сессионного клавишника. С 2020 г. он входит в основной состав и несомненно придаёт звучанию команды более полное и насыщенное звучание.
25 мая 2020г. барабанщик группы Сталик Истахаров официально объявил не только об уходе из группы, но и из музыки вообще. Такие заявления делались и раньше, но в этот раз группа решила отнестись к этому серьезно и стала искать замену. И вот 5 декабря 2020 г. новым баранщиком после аудишена стал Борис (Махони) Литвар. В Израиле он был известен как барабанщик групп "Желтый квадрат" и "Хебнер", "Leaving a cave", Zum"...
Тем временем микширование альбома подошло к концу и 17 сентября 2021г он был выпущен на том же Лейбле Metalscrap-records. Релиз получил название On the ride. И заработал множество позитивных отзывов в европейской рок-прессе.
Во время подготовки к новому европейскому туру было решено перевести клавишника Аркадия Щербу в статус студийного сессионщика, ввиду его проблем с транспортабельностью. Так что с апреля 2022 г. группа снова визуально выглядит на сцене как трио. Хотя клавишные партии Аркадия звучат по миди и синхронизированы с остальной группой.
10 июня выходит сингл "Декiлька годин кохання" - это украиноязычная версия песни "47 minutes of love" специально была записанна группой для поддержки украинцев, защищающих свою страну, для тех, кто в разлуке с родными из-за войны.
К лету 2022 было решено продолжать работу в комманде без Аркадия Щербы в качестве даже сессионного клавишника. Группа окончательно вернулась к формату трио, но на концертах клавишные партии все равно звучат.
9 декабря 2022 выходит сингл группы под названием Liquid с 2-мя песнями, записанными уже с Борисом "Махони" на ударных - Cry и Water Spirit.
В марте 2023 группа провела гастроли по Европе по приглашению своего тур-агентства Total-Metal с 7 концертами, в том числе и на фестивалях. Зрители тепло встречали группу в Чехии, Польше, Словакии, Венгрии, Сербии, Румынии и Болгарии.
Параллельно с концертами группа продолжает записывать новые песни для будущего альбома и выпускать их в виде синглов. Deepest gloom (2023). Nobody's Land & Un the End of the War (2024). Причём последняя песня так же и на украинском языке.
В августе 2024 группа отправилась в мини-тур по Болгарии с 2 концертами. 
А по окончании тура гитарист Рустам Сафаралиев попросил освободить его от обязанностей и, когда замена была найдена, последний раз выступил с группой в Иерусалиме 28 сентфбря 2024. Рустам уже 10,5 лет посвятил себя группе, но не видел себя больше в проекте, который начал активнее себя вести, очобенно за границей, что противоречило его планам наладить жизнь в своей стране и не вкладываться в таких масштабах в своё хобби. Его просьба была встречена с пониманием и музыканты расстались мирно.

## Четвертый состав. Новый гитарист.
В октябре 2024 группа оффициально объявила о новом гитаристе - им стал старый друг Бориса "Махони" по группе "Leaving a cave" Узи Элиягу. Узи рьяно взялся за работу и именно ему предстоит закончить работу над новым альбомом Shadow Rebels.
Total Metal booking Agency тем временем пригласило Shadow Rebels в новый европейский тур...

## Участники группы
| Текущий состав - Michael Rosenfeld — ведущий вокал, бас-гитара (2004—наши дни) - Boris (Mahoni) Litvar — ударные (2020—наши дни) - Uzi Eliyahu — соло-гитара, (2024 - наши дни) | Бывшие участники - Rustam (Rony) Safaraliev — соло-гитара, (2013—2024) - Arkady Scherba — клавишные, бэк-вокал (2004-2009; 2017-2020) - Stalik Istaharov — ударные (2013-2020) - Orian Cnafeau —ударные (2005-2009) - Alon Lazarovich — ударные (2004-2005) Сессионные/концертные участники - Arkady Scherba — клавишные (2020—2022) |

Временная шкала

## Музыкальный стиль
В прямом переводе «грандж» — неопрятность. Поначалу «Shadow Rebels» в своём творчестве ориентируется на классические грандж-группы 1990-х: «Stone Temple Pilots», «Pearl Jam», «Soundgarden», также их «гранж» проявляется в том, что они пишут музыку на одном порыве, без бесчисленных миксов и перезаписей, делаеющих её правильной, но мертвой. Грандж звучит более сочно и ярко. У Shadow Rebels нет одного постоянного алгоритма создания музыки. Их программа разнообразная — с ситаром, клавишными, с соло барабанов, с апокалиптическими звуковыми картинами и веселыми песнями. Они открыты и для агрессивной музыки или гранд-кор, и для этники...
Со временем стиль группы перестает быть менее пестрым и принимает более четкую стилевую направленность.
С приходом барабанщика Бориса "Махони" звучание утяжелилось, уменьшилось количество элементов из прогрессив рока, других стилей. Основным направлением стал старый добрый Хард-рок. Естественно вперемешку со смежными стилями, такими как Хард-н-хеви и т.п. Вместе с тем определенная ориентация на альтернейтив осталась. Но главное - неизменно: мелодизм. У группы нет композиций, которые невозможно просто взять и напеть акапелла. Многие мелодии "застряют" в голове надолго и очень нравятся поклонникам комманды.

## Дискография
- 1-й состав:
- 2006 - «Guitar cancelled» LP(demo).
- 2008 - «Lamzaknum». LP
- 2-й состав:
- 2015 - «Oversleep hurricane». LP
- 2020 - "47" digital Single. SP
- 2021 - "On the Ride". LP
- 2021 - "Декiлька годин кохання" - digital single. SP
- 3й состав:
- 2022 - "Liquid" digital EP.
- 2023 - "Deepest gloom" digital SP
- 2024 - "Nobody's Land" digital EP